# Дарт Малак

Алек, до падения на тёмную сторону.

Дарт Малак (англ. Darth Malak) — персонаж расширенной вселенной «Звёздных войн», впервые появившийся как главный антагонист в компьютерной игре 2003 года Star Wars: Knights of the Old Republic от BioWare.
По сюжету, Малак является бывшим ситхом-учеником Ревана. Малак и Реван были одними из первых, кто пошёл против воли Совета джедаев и помог Республике в войне с мандалорцами. Однако позже, по окончании войны, они пали на тёмную сторону силы. Позже Малак предал своего учителя и присвоил себе титул Тёмного лорда ситхов. Тем не менее, Реван смог остаться в живых благодаря Совету джедаев, который стёр его бывшие воспоминания, заменив их личностью республиканского солдата. Позже Совет отправляет Ревана на поиски «Звёздной кузницы», во время которых он восстанавливает свои прежние силы и побеждает Малака в финальной битве.
Разработчики SWKOTOR ввели Дарта Малака, чтобы объяснить игроку то, как Реван утратил свои способности и воспоминания. Во время создания персонажа, дизайнеры вдохновлялись образом Дарта Вейдера. Популярность в игровом обществе Малак получил, в основном, благодаря своему протезу нижней челюсти, который он был вынужден носить в результате одной из схваток на световых мечах.
Дарт Малак попадал в разные рейтинги, посвящённые «Звёздным войнам», и получил, в основном, положительные реакции критиков.

## Биография
Прежде чем стать лордом ситхов, Малак был известен под именем Алек Сквинкваргасимус, данном ему при рождении на планете Квели. Когда ближе к концу своей войны мандалорцы начали завоёвывать планеты Республики, Совет джедаев отказал в помощи этим мирам, посчитав, что в противном случае им будет грозить ещё большая угроза. В итоге, погибло бесчисленное количество мирных людей. Алек вместе со своим учителем Реваном не смогли сидеть сложа руки и стали одними из первых, кто пошёл против воли Совета. Будучи генералом в вооружённых силах Республики, Алек завоевал репутацию смелого бойца, который всегда был готов встретиться с опасностью лицом к лицу. Во время войны, Алек вместе с Реваном сразили Мандалора Наивысшего и тем самым положили конец мандалорским завоеваниям. После этого, они спрятали маску Мандалора, дабы окончательно лишить лидера их народ.
Позже Реван и Алек направили свои корабли за пределы Внешнего Кольца в Неизведанные Регионы. После этого о них никто не слышал. В этих регионах они столкнулись с Императором Ситхов, что и ознаменовало их падение на тёмную сторону силы. Император направил их на поиски «Звёздной кузницы», древней ракатанской космической станции, представляющей собой мощное оружие, способное производить военный флот в бесконечном количестве. Именно с помощью кузницы ситхи намеревались завладеть галактикой.
Спустя некоторое время, после нахождения супероружия, новонаречённые Дарт Малак и Дарт Реван вернулись в пределы Внутреннего Кольца. Они хотели склонить Республику на тёмную сторону, сделав этим её сильнее. Именно эта цель положила начало Гражданской войне джедаев.
Республике удавалось оттягивать своё поражение благодаря боевой медитации Бастилы Шан и, со временем, Орден Джедаев принял крайние меры — с целью захвата Ревана был отправлен ударный отряд джедаев во главе с Бастилой. В этот момент Малак, следуя традициям ситхов, предал своего учителя, отдав приказ своему флагману открыть огонь по его крейсеру. Реван был захвачен в плен джедаями, в то время как Малак был уверен в его гибели и занял его место, также взяв и контроль над «Звёздной кузницей».
Совет джедаев стёр прошлые воспоминания Ревана, заменив их на личность республиканского солдата. На этот раз Малак, убеждённый в смерти своего бывшего учителя, назначил Бастилу Шан своей новой целью. Вскоре он атаковал крейсер Бастилы — «Шпиль Эндара». Однако Бастиле удалось уцелеть благодаря спасательной капсуле, впрочем, как и лишённому памяти Ревану. Позже Реван вновь прошёл обучение в качестве джедая и отправился на поиски «Звёздной кузницы» вместе с Бастилой.
Спустя некоторое время, после того как он разрушил планету Тарис и уничтожил Анклав джедаев на Дантуине, Малак смог захватить в плен Ревана и его компаньонов, среди которых как раз и оказалась Бастила. Во время встречи с Реваном на своём «Левиафане» Малак рассказал ему о его прошлом и вступил с ним в бой. Однако Бастила отвлекла на себя лорда ситхов, позволив Ревану сбежать. Позже, Малак с помощью пыток склонил Бастилу на тёмную сторону силы и убедил стать его ученицей.
В конце концов, Реван и Малак встретились лицом к лицу. Реван изо всех сил пытался спасти своего бывшего ученика, но ему всё-таки пришлось убить Малака. Во время боя, Малак высасывал жизнь из пленных джедаев, чтобы восстановить свои силы, но даже эта хитрость не помешала Ревану одержать победу в схватке. Перед смертью Малак раскаялся: он осознал, что возможно в Кодексе джедаев было больше правды, чем он верил и пришёл к выводу, что он единственный, кто был в ответе за свою судьбу. После этого, «Звёздная кузница» была уничтожена, а Реван бесследно исчез в странствиях.

## Создание персонажа
Разработчики видеоигры «Star Wars: Knights of the Old Republic» ввели Дарта Малака, чтобы объяснить игроку то, как Реван утратил свои способности и воспоминания. Подобно случаю с Эбеновым ястребом/Тысячелетним соколом, они хотели перенести образ Дарта Вейдера, но при этом не скатиться в простое копирование. Кибернетический протез Малака был добавлен к его образу ещё на ранних этапах. Его использование объясняется тем, что Малак лишился своей нижней челюсти в результате одной из схваток на световых мечах. Также на его голове присутствуют татуировки, напоминающие гоночные полосы.
В обеих частях SWKOTOR персонажа озвучивал Рафаэль Феррер.
Джон Джексон Миллер написал в заметках к тридцать первому выпуску серии комиксов «Рыцари Старой Республики», что иммиграционный опыт Малака был вдохновлён персонажем Вито Корлеоне, героем фильма «Крёстный отец». Позже он раскрыл, что фамилия Алека «Сквинкваргасимус» не является его настоящей — под ней он просто записался в иммиграционных записях Республики.
Есть предположения, что имя Малак произошло от слова «malice», что в переводе с английского означает «злоба».

## Отзывы критиков
С некоторой точки зрения, Малак был выскочкой. Он был падшим джедаем, который поднял армию против Республики. Малак наряду с Реваном были джедаями-диссидентами, которые не могли сидеть сложа руки в то время как мандалорцы завоёвывают планеты Республики. В итоге они отправились на войну, дабы положить конец всем этим завоеваниям, однако пали на тёмную сторону после триумфальной победы. В то время как Реван использовал свой военный гений, чтобы свести к минимуму все потери, Малак попросту наслаждался кровопролитием и получал удовольствие от уничтожения целых звёздных систем, за что его и осуждает Джесси Шедин из IGN. По его мнению, для галактики было бы лучше, если бы Алек никогда не предал Ревана. Он рад, что Малак получил «по заслугам».
Малак был частью многих рекламных фотографий, связанных с SWKOTOR. Он быстро обрёл известность благодаря своей угрожающей внешности и своему «фирменному» протезу нижней челюсти. По мнению Джесси Шедина «даже Дарт Вейдер не настолько искусно пугал своих солдат», а Крис Фрайберг из Den of Geek считает, что протез делает Малака «одним из самых поразительных злодеев за всю историю „Звёздных войн“».
В списке 100 лучших персонажей «Звёздных войн», составленным IGN Entertainment, Дарт Малак занял двадцать восьмую строчку. В другом списке, 100 лучших антагонистов из видеоигр, IGN поместил Малака на тридцать третью позицию. По их мнению Малак является главным претендентом на то, чтобы во время его прибытия звучал «Имперский марш». Также они отметили, что бой с Дартом Малаком может доставить трудностей даже опытному игроку. Хью Щербаков из GamePro присудил персонажу двадцать второе место в списке 47 самых жестоких злодеев из видеоигр, заявив, что он всё ещё является «одним из, если не самым крутым персонажем расширенной вселенной „Звёздных войн“». UGO Networks поместили его на тридцать вторую позицию в списке 50 персонажей расширенной вселенной «Звёздных войн».
Во время голосования за величайшего злодея всех времён, устроенного GameSpot, Дарт Малак попал в шестнадцатку лучших.
Джесси Шедин из IGN и Роберт Уоркман из GameDaily добавили Малака в свои списки 15 злодеев «Звёздных войн» и любимых персонажей из видеоигр о «Звёздных войнах» соответственно. Последний отметил: «Многие считают Дарта Вейдера высшим лордом ситхов, а Дарт Малак на втором месте».
Финальная битва с Дартом Малаком заняла двадцать третье место в списке 25 лучших моментов в играх о «Звёздных войнах», составленным Крисом Фрайбергом из Den of Geek.

## Появления
Впервые Малак появился в игре 2003 года «Star Wars: Knights of the Old Republic» в роли главного антагониста. Позже он появится и в сиквеле данной игры, но только однократно: в гробнице, которая находится внутри пещеры на Коррибане, игрок столкнётся с видениями из прошлого, в которых молодой (ещё до падения на тёмную сторону силы) Малак вербует джедаев для последующей войны с мандалорцами. Также Малак появился как один из загружаемых персонажей в версии для Xbox 360 игры «Star Wars: The Force Unleashed II».
Малака можно встретить в серии комиксов «Звёздные войны: Рыцари Старой Республики», издательства Dark Horse Comics.